# أبي بيغلو
أبي بيغلو (بالفارسية: آبی‌بیگلو) هي مدينة إيرانية في مقاطعة نمين من محافظة أردبيل. عدد سكان المدينة حوالي 5242 نسمة. وأكثر سكان المدينة من العرق الآذري. یسمی هذه المدینة من شخص اسمه «عبد الله بیگ» من أقدم سکانها.